# Темиртау (хоккейный клуб)
Хоккейный клуб «Темиртау» (каз. Temirtaý) — казахстанский хоккейный клуб из Темиртау, который выступает в Pro Hokei Ligasy. Является фарм-клубом Сарыарки.

## История
ХК «Темиртау» образован в 2015 путём слияния двух казахстанских клубов Беркут и Арыстан. Команда завершила свой первый сезон в Чемпионате Казахстана на 6-м месте, а уже в следующем сезоне с 7-го места сенсационно вышла в финал и стала обладателем серебряных медалей, проиграв столичному Номаду в 7 матче серии до 4 побед. С 2020 выступает в новой Pro Hokei Ligasy.

## Состав команды
Состав команды на официальном сайте клуба